# Mystroppia dallaii
Mystroppia dallaii är en kvalsterart som beskrevs av Bernini 1973. Mystroppia dallaii ingår i släktet Mystroppia och familjen Oppiidae. Inga underarter finns listade i Catalogue of Life.